# Nymphaea caerulea

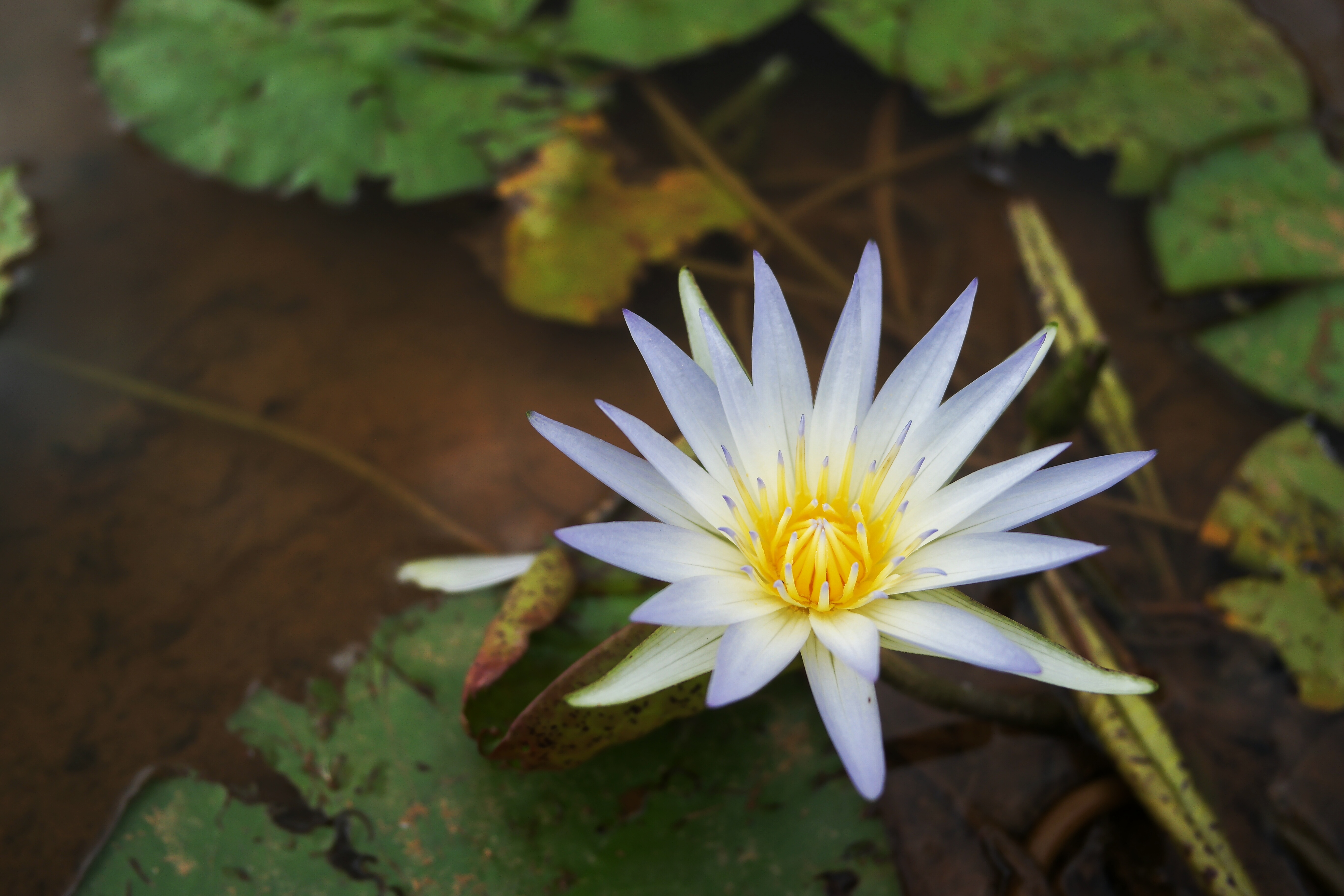
Uma flor de Nymphaea nouchali var. caerulea.

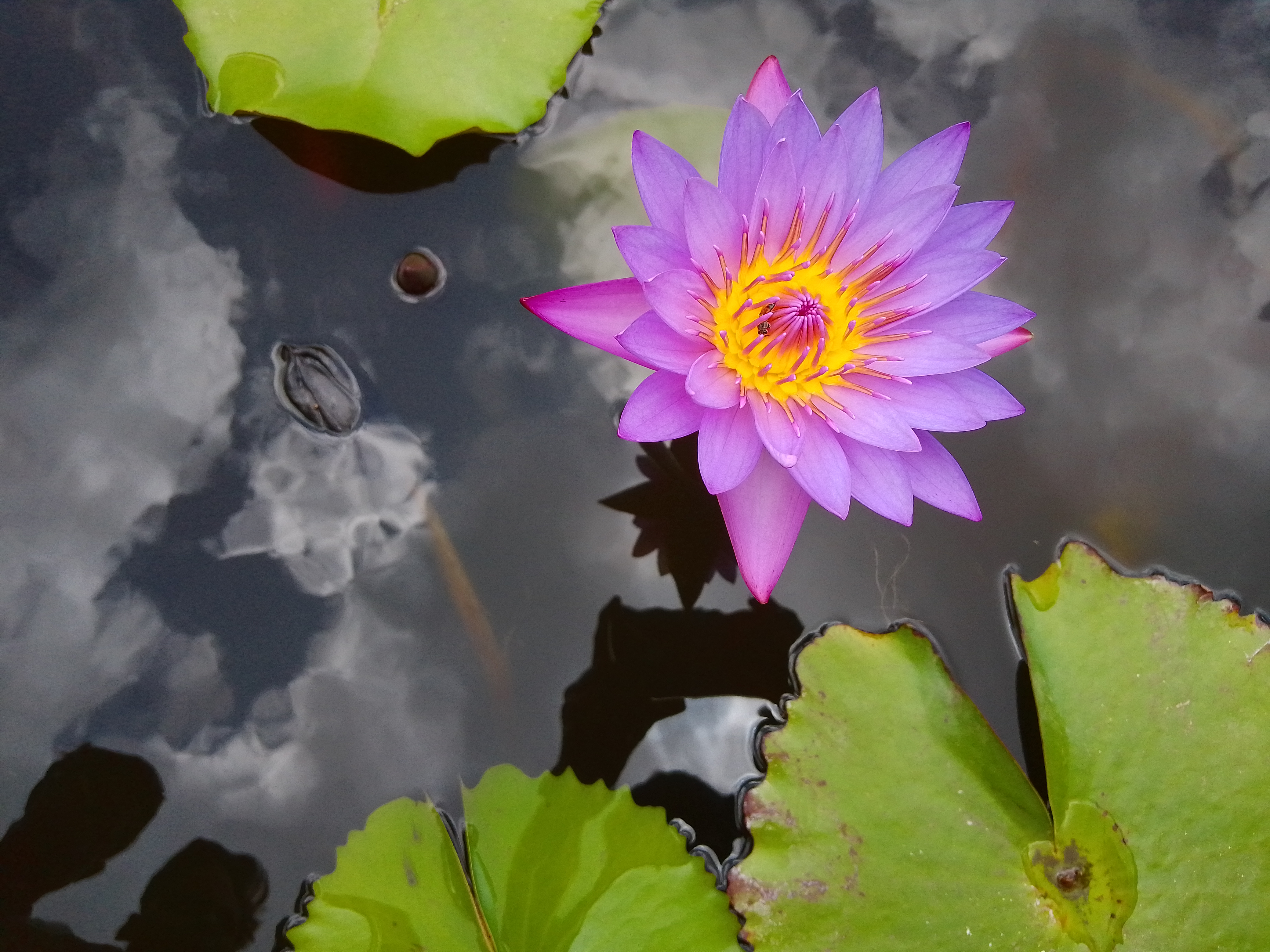
Flor.

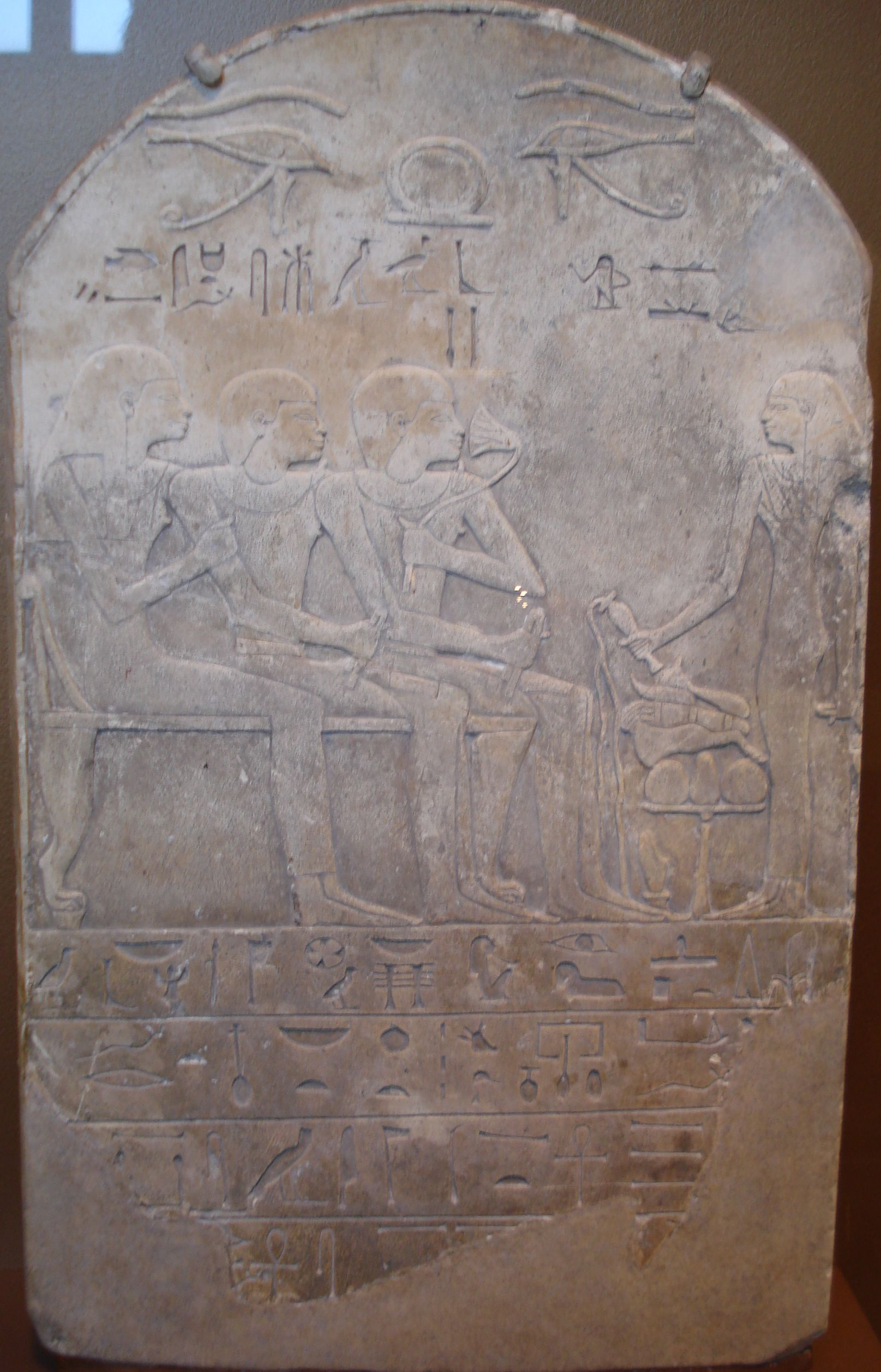
[Estela funerária do Antigo Egito mostrando um homem morto chamado Ba, sentado ao centro, a cheirar um lírio sagrado, Novo Reino, 18.ª Dinastia, ca. 1550-1292 a.C.

Nymphaea nouchali var. caerulea (Savigny) Verdc., 1989, também conhecida por Nymphaea caerulea (seu sinónimo taxonómico), é uma variedade da espécie Nymphaea nouchali, uma planta aquática da família Nymphaeaceae. A variedade é conhecida pelos nomes comuns de lótus-azul, lótus-do-egipto e lírio-de-água-azul (África do Sul), entre muitos outros nomes, sendo nativa do leste da África e do sul da Península Arábica, mas como é amplamente usada como planta ornamental está naturalizada em múltiplas regiões de clima subtropical.

## Descrição
É uma planta aquática de lagos, poças e rios de água doce, que se encontra naturalmente na maior parte da metade oriental de África, bem como em partes do sul da Arábia, mas que também se espalhou para outras regiões como planta ornamental. Era cultivada pela civilização do Antigo Egito e tinha significado na sua religião.
Pode tolerar que as raízes estejam em lama anóxica em condições nutricionalmente pobres, e pode tornar-se uma planta dominante em águas mais profundas em tais habitats. Está associada a uma espécie de caracol, que é um dos principais hospedeiros do agente patogénico que causa a esquistossomose humana. 
Os rizomas subaquáticos são comestíveis. Tal como outras espécies do género, a planta contém o alcaloide psicoativo aporfina (não confundir com a apomorfina, um produto metabólico da aporfina).

### Morfologia
A espécie é uma planta aquática (euhidrofita), herbácea, perene com um rizoma tuberoso, constituído por pequenos tubérculos que podem desenvolver-se em rizomas verticais curtos. Uma planta pode espalhar-se por uma área de cerca de 1 metro quadrado.
As folhas são polimórficas, mudando de forma e textura consoante se encontrem debaixo de água ou a flutuar. As folhas flutuantes são peltadas, com longos petíolos e com lâminas foliares que têm 8-35 cm por 7,5-42 cm de tamanho. Estas lâminas têm uma textura de pergaminho e podem ser glabras ou densamente cobertas por tricomas pubescentes. A forma é inciso-cordada e orbicular ou subelíptica, com um ápice agudo ou caudato. Os dois lóbulos podem sobrepor-se um pouco ou estar ligeiramente afastados um do outro. A superfície superior da lâmina é lisa, mas a face inferior tem venações verdes ou raramente avermelhadas ou púrpura-avermelhadas, visivelmente salientes. Existem oito a onze nervuras laterais primárias em cada lado da nervura central. Da nervura central partem seis a oito pares de nervuras secundárias. As nervuras primárias formam um padrão de áreas fechadas e alongadas que se estendem até mais de dois terços da margem da folha. A margem da folha é inteira em direção ao ápice ou mais ou menos irregularmente sinuado-lobulada em toda a sua extensão. Os pecíolos são grossos, verde-escuro e esponjosos. Continuam a alongar-se à medida que envelhecem, empurrando as folhas mais velhas para as margens da planta.
As flores podem ser de cor azul, branca, malva ou rosada, mas têm geralmente pétalas de cor branco-azulada pálida a azul-celeste ou malva, mudando suavemente para um amarelo pálido no centro da flor. As flores têm 8-12 cm de diâmetro. Apresentam quatro sépalas, de cor verde e por vezes púrpura nas margens, com 4-10 cm por 1,5-3,5 cm de tamanho, e 14-20 pétalas, das quais as mais externas são tão longas quanto as sépalas.
As pétalas são oblongas, e os seus ápices terminam em pontas rombas ou subagudas. Os estames são densamente congestionados e muito numerosos, em número de 100-200 ou mais. Os estames mais externos têm longos apêndices. Existem 14-24 carpelos, com um estilete muito curto. Existem também apêndices carpelares; trata-se do que se designa por osmóforos, estruturas que servem para atrair os polinizadores sem os recompensar efetivamente, ou seja, por engano. Neste caso, são visualmente atractivos para as abelhas e exalam um odor que imita o do alimento.
Os botões florais sobem à superfície durante um período de dois a três dias e, quando estão prontos, abrem-se a meio da manhã, fechando-se perto do anoitecer. Esta capacidade é controlada pelas sépalas; quando estas são cortadas, a flor perde a capacidade de se fechar. As flores e os botões não se elevam acima da água durante a manhã, nem se submergem durante a noite. As flores duram cerca de quatro dias antes de começarem a murchar, fechando-se todas as noites.
Os frutos são bagas, com 2,2 por 3,2 cm e de forma achatada e redonda. As sementes são elipsoides e têm 1,2 mm de comprimento. São lisas e têm um arilo carnudo, em forma de sino.

### Fitoquímica
A apomorfina é considerada o principal composto psicoativo presente. Entre outros compostos inclui-se a nuciferina.

### Distribuição
A distribuição nativa da espécie abrange o Norte de África ao longo do Nilo e a sul, ao longo da África Central, Oriental e África Austral. É comum nesta área de distribuição.  O estado de conservação não foi avaliado pela IUCN, mas é considerada uma espécie de 'menor preocupação' pelo South African National Biodiversity Institute na sua Red List of South African Plants.
No continente africano, ocorre, de norte a sul, para oeste, pelo menos até ao Chade, Congo-Brazzaville, República Democrática do Congo (pelo menos na província de Katanga), Angola e Namíbia.
Na África do Sul, esta planta encontra-se em todas as províncias, bem como em eSwatini, mas não é nativa do Lesoto e do Cabo Ocidental. Também ocorre em ilhas ao largo da costa oriental de África: Zanzibar, Madagáscar e as Ilhas Comoro. É nativa do Iémen e Oman (em Dhofar) no sul da Península Arábica mas, segundo Moshe Agami num artigo de 1980, pensa-se que se extinguiu na natureza em Israel.
Mais recentemente, foi difundida mais amplamente em todo o mundo como planta ornamental, e as populações introduzidas encontram-se atualmente no Bangladesh, Meghalaya, Kerala e Assam na Índia,  Fiji, Maurícia, Ilha do Norte na Nova Zelândia, Nova Gales do Sul e Queensland na Austrália, Ilhas Cook, Costa Rica, e em todo o leste da América do Sul (no Brasil e na Argentina).
Existe uma população introduzida de nenúfares-azuis originários da África Oriental nos EUA, no estado da Flórida. Esta população foi inicialmente identificada como N. zanzibarensis, depois como N. capensis var. zanzibarensis, mas após a publicação da FTEA em 1989 o táxon foi transferido para N. nouchali var. zanzibarensis. No entanto, a adição de 1997 à série Flora of North America decidiu manter o reconhecimento da população local com o nome N. capensis, e esta população continua a ser reconhecida com esse nome nos EUA.
As populações naturalizadas no leste da Austrália também foram consideradas como N. capensis var. zanzibarensis, depois N. caerulea var. zanzibarensis, depois em 2011 N. capensis, mas atualmente pensa-se que as plantas na natureza são N. caerulea. É considerada uma erva daninha ambiental na Austrália.

## Ecologia
O habitat da espécie são os rios de águs lentas, lagos e charcos. Em 1921, foi encontrada em altitudes de 10-1650 m na África do Sul. Embora em cultivo se diga que é bastante exigente em nutrientes, no Lago Nabugabo, bastante pobre em nutrientes, no Uganda, é a espécie de planta aquática dominante, sendo apenas substituída por Nymphaea lotus no extremo oriental do lago, e por outros géneros aquáticos onde é mais superficial. Os povoamentos densos de monoespecíficos estão associados a uma Utricularia sp. e a Nymphoides indica numa parte do lago, e a Ceratophyllum demersum em algumas outras baías.
Os povoamentos de nenúfares neste lago são especialmente pobres em biodiversidade de invertebrados, o que pode refletir os baixos níveis de [8oxigénio dissolvido]] perto dos sedimentos neste habitat.  No Lago Bisina, no Uganda, a N. caerulea está mais claramente associada à espécie Utricularia reflexa, o que se pode dever a nichos ecológicos semelhantes, pode apenas significar que as pequenas Utricularia, sem raízes e que se movem livremente, ficam simplesmente presas nos pecíolos, mas pode indicar algum tipo de relação comensal, com a U. reflexa a ser sombreada pelas folhas da N. caerulea. A  espécie Hydrilla verticillata é outra planta que parece ocorrer por vezes juntamente com o nenúfar neste lago, bem como no Lago Bunyonyi.
A polinização é entomófila. Em Kirstenbosch Botanical Gardens, na África do Sul, as flores são visitadas por abelhas melíferas. De facto, os apêndices carpelares deste tipo de nenúfar parecem ter evoluído especificamente para atrair as espécies de abelhas em geral. De certa forma, estes nenúfares são parasitas dos serviços das abelhas, atraindo os insectos por engano, sem os recompensar realmente pelo seu trabalho. Na Índia, as plantas florescem e frutificam de maio a outubro.
O fruto rebenta subitamente quando está maduro e as sementes dispersas flutuam. A semente afunda-se rapidamente. As sementes chegam muitas vezes à margem do rio ou do lago, e podem acumular um banco de sementes significativo aqui. Estas sementes só germinam quando chuvas fortes inundam as margens, e ficam submersas sob uma camada de água. No cultivo, as plantas levam três a quatro anos para florescer a partir da semente. Em climas mais frios, as plantas perdem as folhas e ficam dormentes durante o inverno, com os rizomas a permanecerem vivos debaixo da água.
Gomphonema gracile é uma diatomácea epífita encontrada em N. caerulea nas terras altas do Lago Naivasha, Quénia. No Quénia, N. caerulea está positivamente associada ao caracol de água doce Biomphalaria pfeifferi, que é um dos principais hospedeiros da esquistossomose humana. O lagostim comestível americano Procambarus clarkii elimina o molusco, além de se alimentar do nenúfar. O lagostim foi introduzido pela primeira vez no Quénia em 1966 como uma espécie para melhorar a pesca local.
No lago Naivasha, a N. caerulea era extremamente comum até à década de 1970, e ainda existe um banco de sementes nas margens do lago. O Procambarus clarkii foi introduzido no lago em 1970 e atualmente suporta uma colheita anual de alguns milhares de quilogramas, mas pode ter sido responsável pela eliminação, não só do nenúfar no lago principal em 1983, mas de todas as espécies de plantas aquáticas nativas nesta massa de água. Não é o único culpado potencial; esteiras invasoras de vegetação flutuante exótica também tomaram conta do lago, duas espécies diferentes de peixes comercialmente pescáveis foram introduzidas, e as novas pescarias destas três espécies podem ser todas responsáveis pelas alterações ecológicas, ou uma combinação delas.

## Taxonomia
A Nymphaea spectabilis, uma forma púrpura conhecida em cultivo, e a Nymphaea capensis, presente em toda a África Oriental, Central e Austral, bem como uma série de outros táxa, foram sinonimizadas como Nymphaea nouchali var. caerulea na adição de 1989 à série Flora of Tropical East Africa (FTEA), uma posição que tem sido geralmente aceite, embora muitos autores não aceitem essa solução.
Em 2012 foi realizado um estudo filogenético onde a espécie N. caerulea aparece filogeneticamente mais relacionada com a N. gracilis, uma endémica do norte do México, do que com a N. nouchali. A árvore filogenética adoptada foi um consenso do uso das regiões ITS2 e matK. De acordo com este estudo, N. caerulea não deve ser considerada como uma variedade de N. nouchali.
Quando os genomas do género de nenúfares Nymphaea foram publicados na revista Nature em 2020, N. caerulea foi citado com esse nome, e não como N. nouchali var. caerulea. Outro estudo filogenético de 2021 concluiu que a N. caerulea (como N. capensis) é a espécie muito próxima de Nymphaea colorata, uma espécie da África Oriental.
A espécie Nymphaea nouchali é taxonomicamente difícil, com uma distribuição natural que abrange a Austrália e o sul da Ásia, através de África até ao Cabo Ocidental. Tem muitas formas coloridas (com formas de cor vermelha geralmente designadas por N. stellata) e tem uma longa história de cultivo.
Em África, na sequência da publicação da FTEA de 1989, são reconhecidas cinco variedades diferentes: var. caerulea, a mais comum, ovalifolia, em partes da África Austral tropical, petersiana, a mesma, zanzibarensis, da África Austral tropical, central e oriental, e mutandaensis, que é endémica do Uganda. One of these taxa, var. petersiana, was found to be quite divergent in the 2012 study.
Se o estudo de 2012 for aceite, isto pode indicar que as populações africanas de N. nouchali pertencem a outra espécie que não as populações asiáticas e australianas tipo, e deverá provavelmente passar a chamar-se N. caerulea, uma vez que este nome tem prioridade em relação a N. capensis.
A espécie está classificada no subgénero  Brachyceras do género Nymphaea. Este subgénero parece ser filogeneticamente sólido.

### Espécies similares
Na África Austral, a única outra espécie nativa de nenúfar é a Nymphaea lotus, com flores nocturnas, geralmente brancas. N. mexicana é uma espécie invasora de flor amarela na África do Sul. A maioria das plantas são derivadas de plantas americanas, mas um número significativo de amostras foram escapadas de cultivares de jardim ou são híbridos, alguns dos quais podem ser cruzados com espécies nativas. Estes híbridos são frequentemente reconhecíveis pelas suas cores e formas de flores divergentes.
Na Austrália pode ser confundida com a nativa N. gigantea, mas pode ser distinguida pelo facto de a N. gigantea não possuir os apêndices coloridos das pétalas nos estames exteriores que são típicos da N. caerulea.

## Usos e regulação

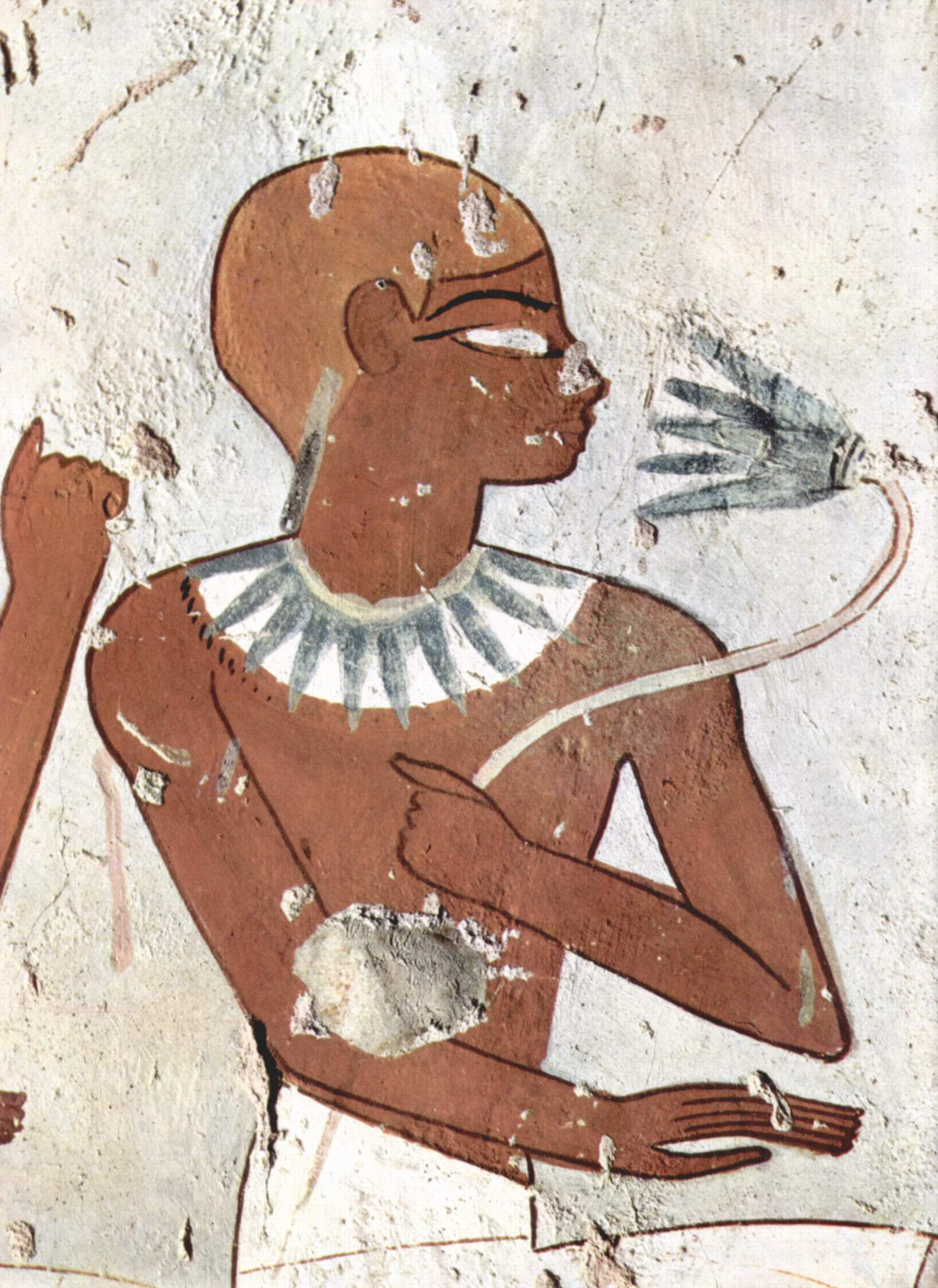
Hieróglifo egípcio de uma lótus

O porta-enxerto do nenúfar-azul foi colhido e consumido na África do Sul ocidental por volta de 1800, cru ou em caril, em particular pelos malaios do Cabo e pelas comunidades agrícolas do Cabo, embora esta prática tenha desaparecido.
Algumas provas indicam que os efeitos de plantas, incluindo a N. caerulea, que contêm o alcaloide psicoativo aporfina, eram conhecidos dos antigos egípcios. Os efeitos ligeiramente sedativos da N. caerulea fazem dela um candidato (entre vários) para o fruto da árvore de lótus comido pelos míticos Lotófagos na Odisseia de Homero.
Este lótus tem sido utilizado para produzir perfume desde a antiguidade; é também utilizado em aromaterapia.

### Cultivo
É cultivada como planta ornamental para jardim aquático em regiões tropicais a subtropicais em todo o mundo. É fácil de cultivar em lagos em qualquer parte da África Austral, incluindo o highveld, e é resistência até -1 °C.
'Valentina's Pale Blue Eyes' é uma cultivar registada desta espécie de 2018, criada em Itália parcialmente a partir de um clone conhecido como 'Rwanda'.

### Religião e arte
Juntamente com o lótus-branco, Nymphaea lotus, também nativo do Egito, a planta e a flor são frequentemente representadas na Arte do Antigo Egito. Foram representadas em numerosas esculturas e pinturas em pedra, incluindo as paredes do templo de Karnak, e podem estar associadas a ritos relacionados com a vida após a morte. Algumas múmias de faraós foram cobertas com as pétalas da flor. Há indícios de que era cultivada em quintas especiais há mais de 4000 anos para produzir flores suficientes para as oferendas votivas, embora aparentemente também fosse cultivada simplesmente como ornamental em lagos de jardins egípcios tradicionais. A N. caerulea era considerada extremamente significativa na mitologia egípcia, sendo considerada um símbolo do sol, uma vez que as flores se fecham à noite e se abrem de novo de manhã. 
Em Heliópolis, a origem do mundo foi ensinada como tendo sido quando o deus do Sol Rá emergiu de uma flor de lótus que crescia em águas primordiais. À noite, acreditava-se que ele se retirava novamente para dentro da flor. Devido à sua cor, foi identificado, em algumas crenças, como tendo sido o recipiente original, de forma semelhante a um ovo, de Áton e, em crenças semelhantes, de Ra, ambos deidades solares. Como tal, suas propriedades formam a origem da variante lótus da cosmogenia Ogdoad. Era o símbolo da divindade egípcia Nefertem.

### Regulação
A "Nymphaea caerulea" é ilegal na Letónia desde novembro de 2009. Trata-se de uma droga da lista 1. A posse de quantidades até 1 grama é punida com uma multa até 280 euros e, em caso de segunda infração no espaço de um ano, são aplicadas sanções penais. A posse de quantidades superiores pode ser punida com uma pena de prisão até 15 anos.
A planta foi proibida na Polónia em março de 2009. A posse e a distribuição são objeto de uma acusação criminal. A N. caerulea é ilegal na Rússia desde abril de 2009, juntamente com produtos relacionados como a Salvia divinorum, a Argyreia nervosa e outras.